# Изабелла I (принцесса Киликийской Армении)
Изабелла I Хетумян или Изабелла I Армянская  (? — 1268/69) — принцесса Киликийского армянского царства. Происходила  из рода Хетумидов (Хетумян). Дочь короля Хетума I и Забел

## Биография
Происходит из армянской династии  Хетумидов. Родилась в семье короля Киликийского армянского царства Хетума I и королевы Забел. В 1267 году была помолвлена с Моуд-ад-Дином Сулейманом. Однако ввиду того? что армянская принцесса ушла из жизни в раннем возрасте, свадьбе не суждено было состояться. Изабелла умерла в 1268/69 году.